# 李安 (工程师)
李安，天津人，数据挖掘专家，甲骨文公司首席工程师，亚洲物理奥林匹克、国际物理奥林匹克金牌得主。参与2005年4月在印度尼西亚举行的第六届亚洲物理竞赛，获金牌。参与2005年7月在西班牙萨拉曼卡举行的第36届国际物理奥林匹克竞赛，获金牌。2005年9月，经保送进入清华大学。2006年9月，转学至美国麻省理工学院电子计算机系深造。2011年，被甲骨文公司聘为首席工程师，主持数据挖掘软件的开发与研究。